# Hubert van Hille
Hubert (Hubertus) van Hille (Ambon (stad), 12 september 1903 - Warnsveld, 10 augustus 1983) was een Nederlands kunstschilder en lithograaf.

## Biografie
Zijn ouders waren woonachtig in Nederlands Nieuw-Guinea, waar zijn vader (J. van Hille) controleur was bij het ministerie der Koloniën in de regio Fak Fak. Hubert bleek nadat hij begon met lopen een bewegingsgebrek te hebben, vermoedelijk ontstaan door encefalitis. In 1911 keerde hij met zijn ouders terug naar Nederland. Op de terugreis lieten ze Hubert achter bij een tante in Zutphen.
In Zutphen bezocht Hubert het gymnasium (nu heet die school Het Stedelijk Zutphen). Na dit met succes te hebben doorlopen werd hij in 1922 ingeschreven als student in de rechten aan de Universiteit van Utrecht.
Na zijn studie rechten besloot hij in 1929 schilder te worden.
Aanvankelijk schilderde hij in de stijl van de oude naturalisten, maar omstreeks 1940 veranderde zijn stijl in een meer abstractere vorm waarin kleur en ritme boven het illustratieve, van zijn nog steeds figuratieve, werk staan. Tevens produceerde hij in de periode ’30 en ’40 talloze litho’s (steendruk).
Na de Tweede Wereldoorlog sloot hij zich aan bij De Nieuwe Groep, een vernieuwende kunstenaarsgroep waarvan onder andere Ben Akkerman, Jan Broeze, Johan Haanstra en Riemko Holtrop de oprichters waren.
Zijn eerste tentoonstelling vond in 1935 in Amsterdam plaats, waarna hij regelmatig in het hele land exposeerde, in Zutphen (zijn woon- en werkplaats), Den Haag, Utrecht, Rotterdam (waar hij in 1940 ruim 30 schilderijen verloor), Zwolle en Wassenaar. Zijn werk is aanwezig in musea zoals het Rijksmuseum Kröller-Müller, het Stedelijk Museum Zutphen, de Zutphense Kunstcollectie (het voormalige Hanzehofmuseum), alsmede in diverse particuliere collecties. In 2021 was zijn werk te zien in Museum voor Achterhoekse Schilderkunst in Vorden.